# Mariankowo (Groot-Polen)
Mariankowo is een plaats in het Poolse district  Wolsztyński, woiwodschap Groot-Polen. De plaats maakt deel uit van de gemeente Siedlec en telt 140 inwoners.